# لوئیزا قازاریان
لوئیزا قازاریان (ارمنی: Լուիզա Ղազարյան؛ زادهٔ ۲۹ فوریهٔ ۲۰۰۰) بازیکن فوتبال در پست هافبک اهل ارمنستان است.

## باشگاهی
از باشگاه‌هایی که در آن بازی کرده‌است می‌توان به باشگاه فوتبال زنان آلاشکرت اشاره کرد.

## تیم ملی
وی همچنین در تیم ملی فوتبال زیر ۱۷ سال زنان ارمنستان، تیم ملی فوتبال زیر ۱۹ سال زنان ارمنستان و  تیم ملی فوتبال زنان ارمنستان بازی کرده‌است.